# 기동순찰대 (드라마)
《기동순찰대》(영어: CHiPs)는 NBC에서 1977년 9월 15일부터 1983년 5월 1일까지 방영한 미국의 텔레비전 범죄 드라마이다. 캘리포니아 순찰대(CHP) 센트럴로스앤젤레스서 소속 교통순경들의 활약상을 그린다.
1998년 속편으로 래리 윌콕스와 에릭 에스트라다가 그대로 주연한 텔레비전 영화 《CHiPs '99》가 나왔다.
리메이크작으로 댁스 셰퍼드가 연출, 각본을 맡고 마이클 페냐와 함께 주연으로 나온 2017년 극장용 영화 《기동순찰대》가 있다.
대한민국에선 KBS 1TV에서 1980년 4월부터 방영을 시작했고 중간에 KBS 2TV로 옮겨 1984년 8월까지 방영하였다.

## 출연
- 래리 윌콕스 - 조너선 "존" 앤드루 베이커, "프랭크 폰치"의 파트너인 고지식한 순경 역
- 에릭 에스트라다 - 프랜시스 "프랭크" 루엘린 "폰치" 폰처렐로, 거칠고 제멋대로인 순경 역
- 로버트 파인 - 조지프 거트레어 경사, 무뚝뚝하지만 자애로운 직속 상관 역
- 폴 링크
- 루 와그너
- 마이클 돈
- 브루스 제너
- 브루스 펜홀
- 클래런스 길리어드